# Аранђеловац
Аранђеловац је градско насеље у Србији и седиште истоимене општине у Шумадијском управном округу. Налази се у подножју планина Букуља и Венчац на око 255 m надморске висине, на 76 km од Београда. Према попису из 2022. било је 22.881 становника.
Познат је као место у чијој је околини Карађорђе подигао Први српски устанак. Међутим, док је Карађорђе за своју резиденцију изабрао Тополу, Обреновићи су градили Аранђеловац као своје летовалиште. У време њихове владавине, град је претворен у монденску бању Србије и Југославије 19. века, основану на изворима воде Књаз Милош. У центру аранђеловачког парка изграђено је и Старо здање — летњи дворац Обреновића. Аранђеловац је стога једини град у Србији на чијем се грбу налазе и Карађорђе и Милош Обреновић.

## Етимологија
Садашња територија града највећим делом је припадала селу Врбица. Пошто је кнез Милош често боравио у лечилишту Буковичке бање одлучи да у Врбици 1858. године подигне цркву (једну од неколико покајница) и посвети је Светом Арханђелу Гаврилу, а од дела села Врбице са делом села Буковик формира варош којој даје име Аранђеловац.

## Историја
Аранђеловац је млад град. Основу града чине Буковик и Врбица. Најстарији писмени подаци о Буковику потичу из 15. века. У средњем веку цео крај је био повезан са Рудником, тада најважнијем месту у Шумадији. Када су Османлије 1459. освојили Смедерево, њихова војска је овладала и овим крајем. Павле Бакић је из Венчаца са 1000 ратника прешао у Угарску и постаје српски деспот. Аустрија је 1718. године завладала северним крајевима централне Србије. Централна Србија под Аустријанцима добила је статус Војне командантуре Краљевине Србије. У то време помиње се Врбица као ненасељено место у крагујевачком дистрикту. Године 1735. у Врбици се помиње шанац са око 50 домова и можда 300 до 350 становника. Командант шанца био је Мијушко Кујунџић који је заповедао свим војним обвезницима овог краја. Османлије су 1739. године поново завладали централном Србијом. Њихове репресалије изазвале су још једну велику сеоба Срба у крајеве северно од Дунава и Саве. Многи су тражили спас у хајдучији. Иако су Османлије послали своје елитне трупе, јањичаре, хајдучија се у целом региону јужно од Дунава и Саве није могла угушити, исто због Царске Аустрије у суседству у коју су хајдуци могли да се повуку или прикључе разним војним јединицама. Први српски устанак је избио 1804. године, у Орашцу, где су се скупили народни прваци и угледни људи. Устанике је заклео буковички прота Атанасије.
После српских устанка 1804. и 1815. место се развија и напредује. Илија Гарашанин је рођен у селу Гараши. Михаило Обреновић гради Старо здање као своју летњу резиденцију. Аранђеловчани су важили као одани Обреновићима, те су немило прихватили смену краљевске династије 1903. године.
Споменик палима у ратовима 1912-18, њих 120 изгинулих и помрлих, откривен је 30. августа 1925.
У граду је "тридесет година" био најутицајнији Илија Михаиловић. Када је у децембру 1936. дошло до промене општинске власти, пекли су вола на ражњу и окадили општинску зграду са шест кадионица.
Године 1941. Коста Пећанац позива на Букуљи сабор предратног четничког удружења и предлаже сарадњу са Немцима. Након сабора Пећанац одлази у источну Србију. Комунистичка власт Југославије доводи 1945. у Аранђеловац црногорског митрополита Јоаникија Липовца где је убијен. Место где почивају његови земни остаци је до данас остало непознато.
Аранђеловац је у Другом светском рату ослобођен у борбама септембра 1944. године.
Овде се налазе ОШ „Илија Гарашанин” Аранђеловац, ОШ „Свети Сава” Аранђеловац, ОШ „Милан Илић Чича” Аранђеловац, ОШ „Милош Обреновић” Аранђеловац и ОШ „Светолик Ранковић” Аранђеловац.

### Демографија
У насељу Аранђеловац живи 19575 пунолетних становника, а просечна старост становништва износи 38,7 година (37,5 код мушкараца и 39,8 код жена). У насељу има 8339 домаћинстава, а просечан број чланова по домаћинству је 2,91.
Ово насеље је скоро у потпуности насељено Србима (према попису из 2002. године), а у другој половини XX века се становништво петоструко увећало.
|             | \| Демографија[3] \| Демографија[3] \| Демографија[3] \| \| Година \| Становника \| Становника \| \| -------------- \| -------------- \| -------------- \| \| 1948. \| 4.278 \| \| \| 1953. \| 6.368 \| \| \| 1961. \| 9.837 \| \| \| 1971. \| 15.545 \| \| \| 1981. \| 21.379 \| \| \| 1991. \| 23.750 \| 23.153 \| \| 2002. \| 24.309 \| 25.199 \| \| 2011. \| 24.797 \| \| \| 2022. \| 22.881 \| \| |            |
| Демографија | |            |
| Година      | Становника | Становника |
| 1948.       | 4.278 |            |
| 1953.       | 6.368 |            |
| 1961.       | 9.837 |            |
| 1971.       | 15.545 |            |
| 1981.       | 21.379 |            |
| 1991.       | 23.750 | 23.153     |
| 2002.       | 24.309 | 25.199     |
| 2011.       | 24.797 |            |
| 2022.       | 22.881 |            |

| Етнички састав према попису из 2002.‍ | Етнички састав према попису из 2002.‍ | Етнички састав према попису из 2002.‍ | Етнички састав према попису из 2002.‍ | Етнички састав према попису из 2002.‍ |
| ------------------------------------ | ------------------------------------ | ------------------------------------ | ------------------------------------ | ------------------------------------ |
|                                      |                                      |                                      |                                      |                                      |
| Срби                                 | Срби                                 |                                      | 23.324                               | 95,94%                               |
| Црногорци                            | Црногорци                            |                                      | 244                                  | 1,00%                                |
| Роми                                 | Роми                                 |                                      | 231                                  | 0,95%                                |
| Југословени                          | Југословени                          |                                      | 50                                   | 0,20%                                |
| Македонци                            | Македонци                            |                                      | 46                                   | 0,18%                                |
| Хрвати                               | Хрвати                               |                                      | 33                                   | 0,13%                                |
| Муслимани                            | Муслимани                            |                                      | 0                                    | 0,0%                                 |
| Мађари                               | Мађари                               |                                      | 15                                   | 0,06%                                |
| Руси                                 | Руси                                 |                                      | 100                                  | 0,4%                                 |
| Словенци                             | Словенци                             |                                      | 9                                    | 0,03%                                |
| Бугари                               | Бугари                               |                                      | 9                                    | 0,03%                                |
| Словаци                              | Словаци                              |                                      | 3                                    | 0,01%                                |
| Румуни                               | Румуни                               |                                      | 3                                    | 0,01%                                |
| Немци                                | Немци                                |                                      | 3                                    | 0,01%                                |
| Албанци                              | Албанци                              |                                      | 0                                    | 0,00%                                |
| Чеси                                 | Чеси                                 |                                      | 1                                    | 0,00%                                |
| Русини                               | Русини                               |                                      | 1                                    | 0,00%                                |
| Власи                                | Власи                                |                                      | 1                                    | 0,00%                                |
| Бошњаци                              | Бошњаци                              |                                      | 1                                    | 0,00%                                |
| непознато                            | непознато                            |                                      | 122                                  | 0,50%                                |

| \| \| м \| \| \| ж \| \| ? \| 48 \| \| \| 52 \| \| 80+ \| 95 \| \| \| 224 \| \| 75—79 \| 212 \| \| \| 399 \| \| 70—74 \| 401 \| \| \| 586 \| \| 65—69 \| 583 \| \| \| 690 \| \| 60—64 \| 666 \| \| \| 719 \| \| 55—59 \| 571 \| \| \| 569 \| \| 50—54 \| 921 \| \| \| 1.048 \| \| 45—49 \| 1.095 \| \| \| 1.200 \| \| 40—44 \| 869 \| \| \| 1.041 \| \| 35—39 \| 721 \| \| \| 759 \| \| 30—34 \| 751 \| \| \| 815 \| \| 25—29 \| 868 \| \| \| 941 \| \| 20—24 \| 978 \| \| \| 975 \| \| 15—19 \| 871 \| \| \| 880 \| \| 10—14 \| 717 \| \| \| 714 \| \| 5—9 \| 642 \| \| \| 595 \| \| 0—4 \| 552 \| \| \| 541 \| \| Просек : \| 37,5 \| \| \| 39,8 \| |       |  |  |       |
| |       |  |  |       |
| | м     |  |  | ж     |
| ? | 48    |  |  | 52    |
| 80+ | 95    |  |  | 224   |
| 75—79 | 212   |  |  | 399   |
| 70—74 | 401   |  |  | 586   |
| 65—69 | 583   |  |  | 690   |
| 60—64 | 666   |  |  | 719   |
| 55—59 | 571   |  |  | 569   |
| 50—54 | 921   |  |  | 1.048 |
| 45—49 | 1.095 |  |  | 1.200 |
| 40—44 | 869   |  |  | 1.041 |
| 35—39 | 721   |  |  | 759   |
| 30—34 | 751   |  |  | 815   |
| 25—29 | 868   |  |  | 941   |
| 20—24 | 978   |  |  | 975   |
| 15—19 | 871   |  |  | 880   |
| 10—14 | 717   |  |  | 714   |
| 5—9 | 642   |  |  | 595   |
| 0—4 | 552   |  |  | 541   |
| Просек : | 37,5  |  |  | 39,8  |

| Година пописа     | 1948. | 1953. | 1961. | 1971. | 1981. | 1991. | 2002. |
| ----------------- | ----- | ----- | ----- | ----- | ----- | ----- | ----- |
| Број домаћинстава | 1.486 | 2.172 | 3.193 | 5.122 | 7.002 | 7.732 | 8.339 |

| Број чланова      | 1     | 2     | 3     | 4     | 5   | 6   | 7  | 8  | 9 | 10 и више | Просек |
| ----------------- | ----- | ----- | ----- | ----- | --- | --- | -- | -- | - | --------- | ------ |
| Број домаћинстава | 1.648 | 1.953 | 1.677 | 2.082 | 654 | 240 | 59 | 17 | 4 | 5         | 2,91   |

| Пол    | Укупно | Неожењен/Неудата | Ожењен/Удата | Удовац/Удовица | Разведен/Разведена | Непознато |
| ------ | ------ | ---------------- | ------------ | -------------- | ------------------ | --------- |
| Мушки  | 9.650  | 2.938            | 5.928        | 365            | 337                | 82        |
| Женски | 10.898 | 2.450            | 5.986        | 1.687          | 710                | 65        |
| УКУПНО | 20.548 | 5.388            | 11.914       | 2.052          | 1.047              | 147       |

| Пол    | Укупно                    | Пољопривреда, лов и шумарство | Рибарство                            | Вађење руде и камена | Прерађивачка индустрија       |
| ------ | ------------------------- | ----------------------------- | ------------------------------------ | -------------------- | ----------------------------- |
| Мушки  | 4.946                     | 49                            | 0                                    | 481                  | 1.951                         |
| Женски | 4.403                     | 35                            | 0                                    | 134                  | 1.623                         |
| Укупно | 9.349                     | 84                            | 0                                    | 615                  | 3.574                         |
|        |                           |                               |                                      |                      |                               |
| Пол    | Производња и снабдевање   | Грађевинарство                | Трговина                             | Хотели и ресторани   | Саобраћај, складиштење и везе |
| Мушки  | 151                       | 263                           | 639                                  | 210                  | 253                           |
| Женски | 76                        | 48                            | 677                                  | 306                  | 84                            |
| Укупно | 227                       | 311                           | 1.316                                | 516                  | 337                           |
|        |                           |                               |                                      |                      |                               |
| Пол    | Финансијско посредовање   | Некретнине                    | Државна управа и одбрана             | Образовање           | Здравствени и социјални рад   |
| Мушки  | 28                        | 165                           | 147                                  | 144                  | 179                           |
| Женски | 57                        | 181                           | 137                                  | 315                  | 541                           |
| Укупно | 85                        | 346                           | 284                                  | 459                  | 720                           |
|        |                           |                               |                                      |                      |                               |
| Пол    | Остале услужне активности | Приватна домаћинства          | Екстериторијалне организације и тела | Непознато            | Непознато                     |
| Мушки  | 142                       | 1                             | 1                                    | 142                  | 142                           |
| Женски | 116                       | 2                             | 0                                    | 71                   | 71                            |
| Укупно | 258                       | 3                             | 1                                    | 213                  | 213                           |

## Привреда
Најпознатије предузеће из Аранђеловца је АД „Књаз Милош“ које сем поменуте минералне воде, производи и пуни сокове и енергетске напитке. Холдинг корпорација „Шамот“ je производила ватросталне материјале и вршила експлоатисање неметаличних руда, а „Електропорцелан“ порцеланске изолаторе. Електрокерамика се производила и у ДД „Елка“.
Нажалост, многи аранђеловачки привредни гиганати више не раде ("Шамот", "Електропорцелан", "Елка") јер су отишли у стечај. Изузетак је "Шамот Даросава" (део "Шамот Холдинга") која и дан данас производи ватросталне производе.
Експлоатацију мермера врши предузеће „Венчац“ а производњом ПВЦ цеви бави се „Пештан“. "Универзум" (бивше ДД „Кубршница“) производи грађевински материјал (опеке и монтажне носаче). "Бекамент" производи материјале за завршне радове у грађевинарству. Поред поменутих постоји велики број мањих приватних предузећа.
У Аранђеловцу постоје три хотела: „Старо здање“, „Шумадија“ и „Извор“, одмаралиште ИНО, ресторан "Букуља" (бивши „Ловачки дом“) на Букуљи, те велики број приватних смештајних капацитета и мноштво кафића и ресторана.

## Знаменитости
Аранђеловац је најпознатији по благотворности киселе воде којом је још 1811. године своје здравље крепио Доситеј Обрадовић. На лични захтев кнеза Милоша, буковичка вода је допремана у бутелама и коришћена на двору, а почетком XX века почиње и ручно флаширање киселе воде „Књаз Милош“. Ова вода је често добијала медаље за квалитет. Поред овога, веома је познат велелепни парк Буковичке бање који се простире на површини од 21,5 ha са сталном поставком мермерних скулптура, најпознатијих наших и светских аутора, насталих у тридесетогодишњем постојању међународне смотре уметности „Мермер и звуци“ која поред мермерних скулптура организује и манифестацију „Свет керамике“, а организује и позоришне представе, концерте и фолклорне приредбе. Од 1966. организује се Симпозијум скулптуре „Бели Венчац“. Све манифестације обављају се на летњој отвореној сцени или у прелепој „Сали кнежева“ хотела „Старо здање“, грађевине старе преко 150 година, која потиче из времена династије Обреновић. У парку се налази и павиљон књаза Милоша и неколико извора минералне воде која се у бањском лечилишту користи заједно са глином за лечење обољења гастроинтестиналног и хепатолибијарног система, болести респираторног система и повреде локомоторног система.
Споменик устаницима из Првог српског устанка налазе у селу Орашац 6 km од Аранђеловца, где се налази меморијални комплекс смештен око Марићевића јаруге где је започето стварање модерне српске државе, а Карађорђе изабран за вођу устанка.
Аранђеловац има и два храма Св. архангела Гаврила. Један је онај у коме је служио прота Атанасије Буковички, који је заклео устанике на верност отаџбини, подигнут на темељима средњовековне цркве из 1480. године. Други је подигао кнез Милош, онај по коме је Аранђеловац добио име, подигнут 1835. године, а који је готово истоветан цркви Свете Тројице у Горњем Милановцу. Новосаграђен Храм Св. Ап. Петра и Павла један је од највећих у Шумадији. У близини се налази некадашњи средњовековни манастир, а данас црква Светог Архангела Михаила у Брезовцу, цркве брвнаре у Венчанима и Даросави. У непосредној близини, у Тополи налази се маузолеј краља Петра I на Опленцу као и Карађорђева црква, затим средњовековни манастири Вољавча, Никоље и Благовештење.
На 10 km од Аранђеловца је 1976. подигнуто акумулационо Гарашко језеро за снабдевање водом Аранђеловца и околине. Језеро се простире на површини од око 65 ha, највеће дубине 22 m, порибљено је и представља омиљено излетиште грађана Аранђеловца заједно са базеном поред самог језера и спортским теренима.
Аранђеловачки музеј има своју сталну поставку коме припада Рисовачка пећина, на самом улазу у град, из доба неолита, а у близини које се налази и етно-кућа.
Овде је 1869. године основано Аранђеловачко читалиште.

## Познате личности
- Саша Бајин,[7][8][9] први најбољи тренер у избору женске тениске асоцијације (ВТА)[10]
- Саша Бошковић, рукометни тренер, освајач сребрне медаље на Светском првенству у рукомету за жене 2013.
- Тања Бошковић, глумица
- Илија Гарашанин, књажевски представник и председник Министарског савета Србије
- Јеврем Грујић, министар правде и министар унутрашњих послова Србије
- Ана Ђокић, црногорска рукометашица, европска шампионка и освајачица сребрне олимпијске медаље
- Даница Максимовић, глумица
- Коста Милетић, први школован ваздухопловац у Србији
- Слободан Минић, учесник Народноослободилачке борбе и народни херој Југославије
- Јована Прековић, каратисткиња, олимпијска, светска и европска шампионка
- Аћим Чумић, председник Министарског савета Србије и градоначелник Београда
- Михаило Швабић, учесник Народноослободилачке борбе
- Владан Милојевић, фудбалски тренер